# Hirschbach (Dürrwangen)

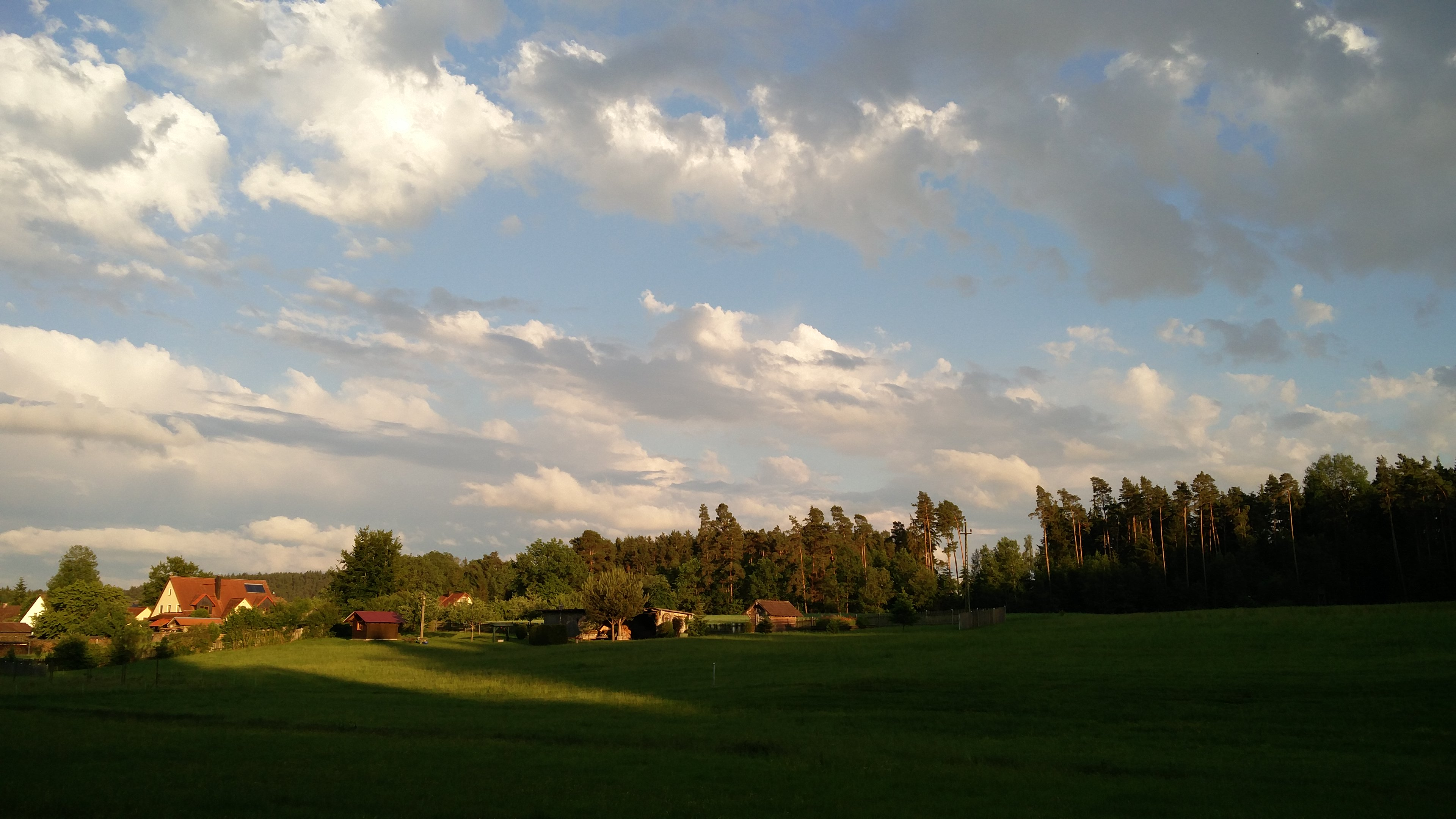
Hirschbach von Westen mit Hutzelgraben

Hirschbach ist ein Gemeindeteil des Marktes Dürrwangen im Landkreis Ansbach (Mittelfranken, Bayern). Hirschbach liegt in der Gemarkung Dürrwangen.

## Geografie
Das Dorf liegt am Hutzelgraben, einem rechten Zufluss des Hühnerbächleins, das ein rechter Zufluss der Sulzach ist. Nördlich des Ortes erhebt sich der Rappenbuck (468 m ü. NHN), im Westen grenzt das Waldgebiet Geierstange an. Gemeindeverbindungsstraßen führen nach Dürrwangen (1,2 km nördlich) und zur Kreisstraße AN 41 (0,5 km nordöstlich).

## Geschichte
Die Fraisch über Hirschbach war strittig zwischen dem ansbachischen Oberamt Feuchtwangen und dem oettingen-spielbergischen Oberamt Dürrwangen. 1732 bestand der Ort aus 3 Anwesen (1 Ziegelhütte, 2 Häuslein), die alle das Oberamt Dürrwangen als Grundherrn hatten. Gegen Ende des 18. Jahrhunderts wurden 4 Anwesen angegeben (1 Ziegelhütte, 1 Häuslein und 2 halbe Häuslein). Von 1797 bis 1808 unterstand der Ort dem Justiz- und Kammeramt Feuchtwangen.
Infolge des Gemeindeedikts wurde Hirschbach 1809 dem Steuerdistrikt und der Ruralgemeinde Dürrwangen zugeordnet.

### Einwohnerentwicklung
| Jahr      | 1818   | 1840   | 1861   | 1871   | 1885   | 1900   | 1925   | 1950   | 1961   | 1970   | 1987   | 1995 | 2005 | 2011 | 2017  |
| Einwohner | 20     | 51     | 38     | 29     | 43     | 27     | 41     | 47     | 54     | 46     | 49     | 61   | 59   | 54   | 50    |
| Häuser    | 6      | 7      |        |        | 7      | 8      | 7      | 9      | 11     |        | 15     |      |      |      |       |
| Quelle    | [ 12 ] | [ 13 ] | [ 14 ] | [ 15 ] | [ 16 ] | [ 17 ] | [ 18 ] | [ 19 ] | [ 20 ] | [ 21 ] | [ 22 ] |      |      |      | [ 1 ] |

## Religion
Der Ort ist römisch-katholisch geprägt und nach St. Peter und Paul (Halsbach) gepfarrt. Die Protestanten sind nach St. Peter (Sinbronn) gepfarrt.